# ア・コルーニャ人間科学館

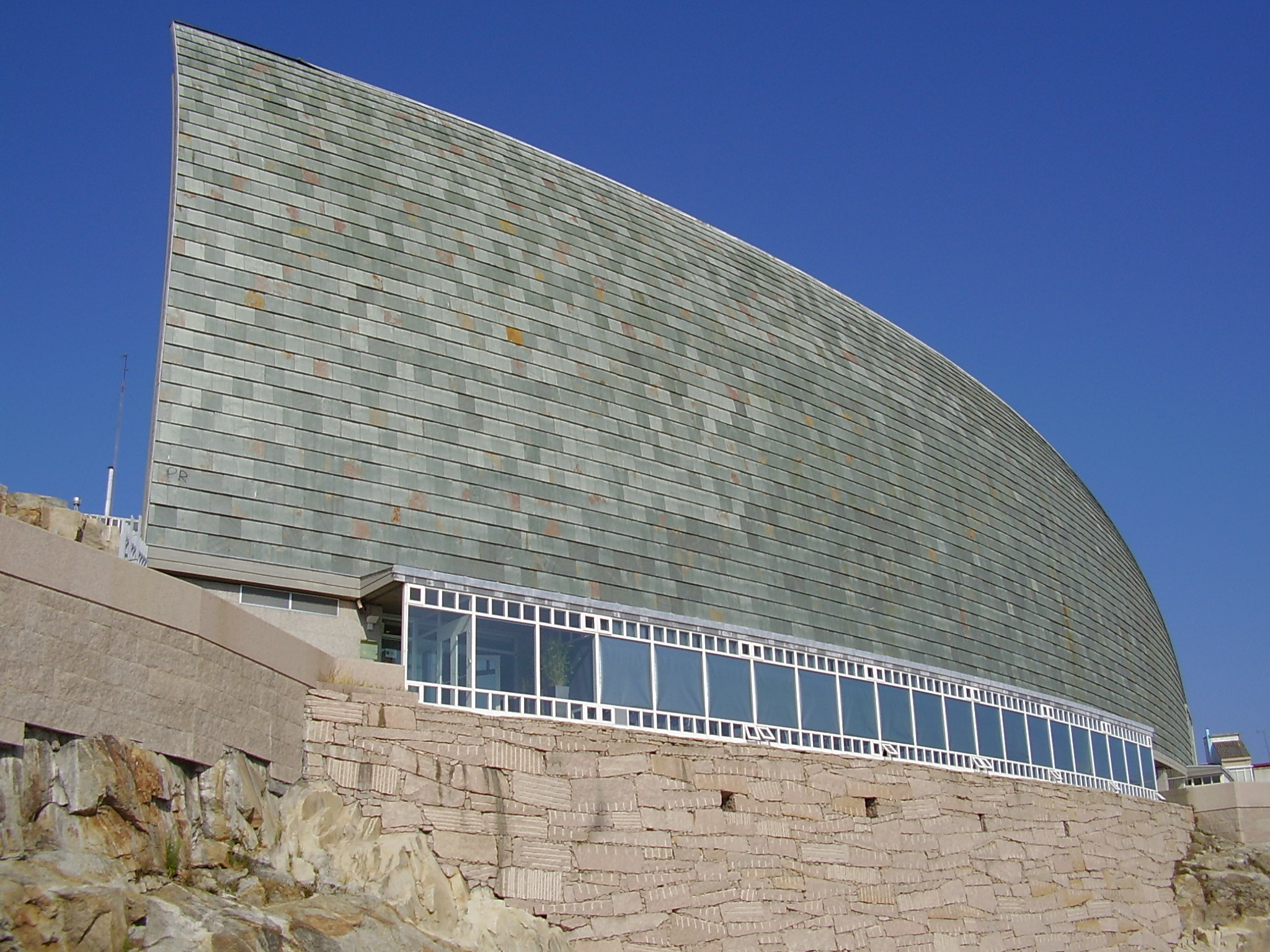
人間科学館

ア・コルーニャ人間科学館（ガリシア語：Casa do Home）またはドムス（Domus）は、スペイン北西部ア・コルーニャ市の運営する科学博物館。1995年4月7日開館。設計は、日本の建築家磯崎新。
海岸に面して帆を張るようにPC板で作られたファサードには地方で産出される緑色のスレートが張られ、これの反対側の市街地に面するファサードは御影石が屏風のようなかたちで作られる。内部はインタラクティブなスペインでは最初の科学博物館となった。